# Anahulu River
Der Anahulu River, auch Anahulu Stream, ist ein Fluss auf der Insel Oʻahu im US-Bundesstaat Hawaii. Er ist etwa 11 km lang.
Der Anahulu River entsteht auf der westlichen Seite der Koolau Range ungefähr 12 Kilometer nordöstlich von Wahiawa durch den Zusammenfluss der Bäche Kawainui Stream und Kawai'iki Stream und mündet bei Haleʻiwa in die Waialua Bay. Er entwässert dabei ein Gebiet von 41 km². Die Rekordabflussmenge der letzten 100 Jahre lag bei 459 m³/s. 